# Michael Devine (activiste nord-irlandais)
Pour les articles homonymes, voir Michael Devine.
Michael James Devine, né le 26 mai 1954 et décédé le 20 août 1981 , est un membre de l’Irish National Liberation Army.

## Enfance
Cadet d’une famille de deux enfants, Michael Devine est né à Springtown, un bidonville des environs de Derry où étaient reléguées des familles catholiques sans emploi. En 1960, la famille fut relocalisée à Creggan, au nord de la ville. Son père mourut d’une leucémie en février 1966.
Il participa à la marche pour les droits civiques du 5 octobre 1968. L’année suivante, de nouvelles attaques loyalistes sur des manifestants catholiques firent monter la tension entre les communautés, qui culmina lors de la bataille du Bogside du 12 août au 14 août 1969.
Élève médiocre, il quitta l’école à l’été 1969 et travailla comme vendeur dans divers magasins.

## Activités politiques et paramilitaires
À partir de 1970, Devine se rapprocha du mouvement de défense des droits civiques et rejoint la branche nord-irlandaise du Parti travailliste et les Jeunes socialistes. La mort de deux civils non armés, Seamus Cusack et Desmond Beattie, abattus par l’armée britannique en juillet 1971, l’incita à s’engager plus activement et il rejoint le Republican Club de James Connolly et, peu après, l’Official Irish Republican Army. La mort de quatorze civils lors de la marche pacifiste du 30 janvier 1972 acheva de le radicaliser. Il quitta son emploi pour rejoindre les rangs de la lutte armée.
En mai 1972, l’IRA officielle annonce un cessez-le-feu et recentre sa politique vers le réformisme, ce que désapprouvent ses éléments extrémistes, en particulier à Derry. En décembre 1974, la plupart des membres de l’IRA officielle actifs à Derry quittent cette dernière et fondèrent le Parti socialiste républicain irlandais et, au début de l’année suivante, sa branche armée, l’Irish National Liberation Army.
Le 20 septembre 1976, Michael Devine fut arrêté avec deux complices à Creggan, après un raid sur une armurerie où ils avaient dérobé plusieurs armes à feu et trois mille munitions.
Le 20 juin 1977, il fut condamné à douze ans de prison. Détenu à la prison du Maze, il prit part à la blanket puis à la dirty protest avant d’entrer en grève de la faim le 22 juin 1981. Il mourut le 20 août, après soixante jours.